# Linchamento de Chapecó
O Linchamento de Chapecó foi um episódio da história catarinense ocorrido em 18 de outubro de 1950, em que quatro homens, presos por suspeita de incendiarem a Igreja Católica da cidade, foram linchados e queimados no pátio da cadeia municipal na cidade.

## Histórico

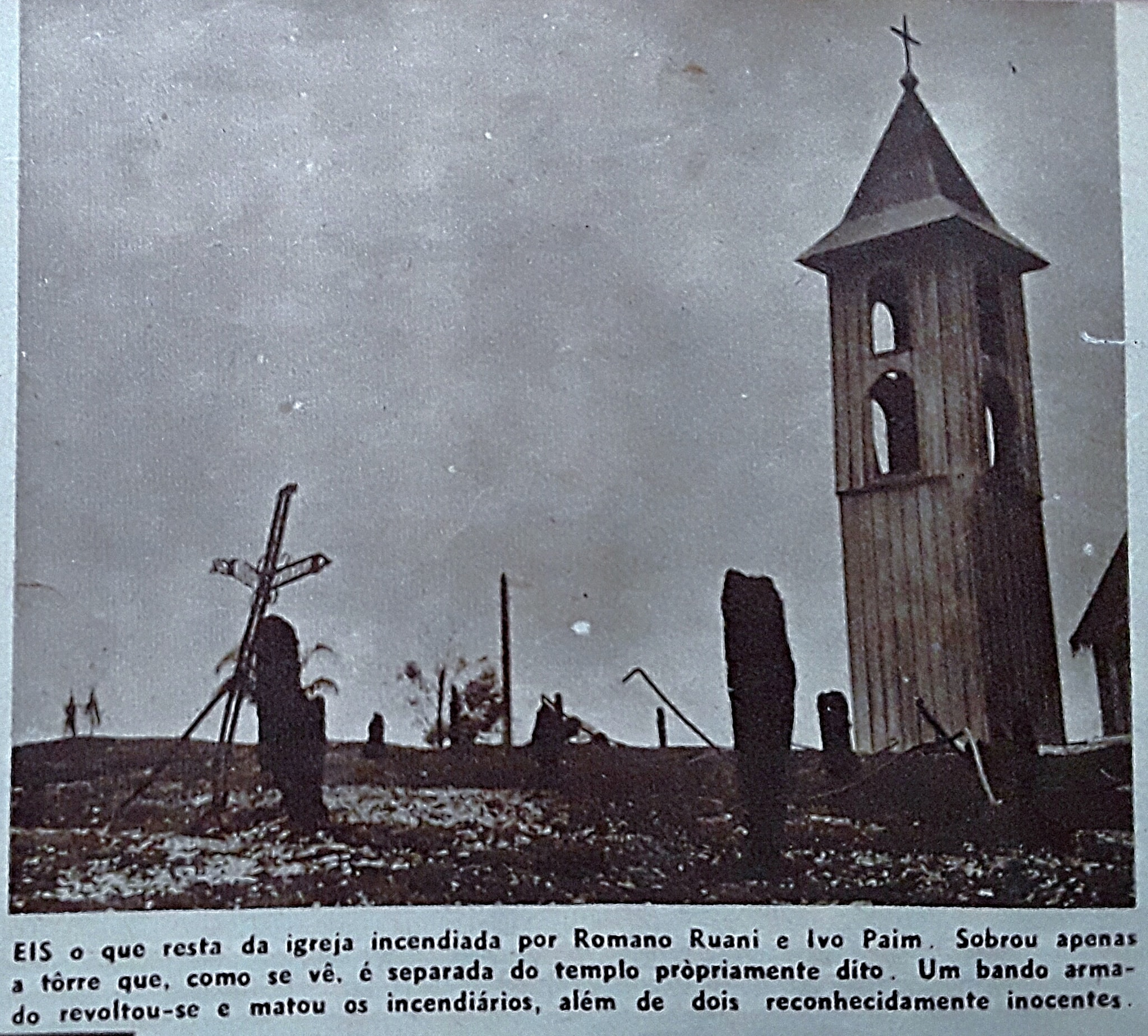
Escombros da igreja incendiada em 1950

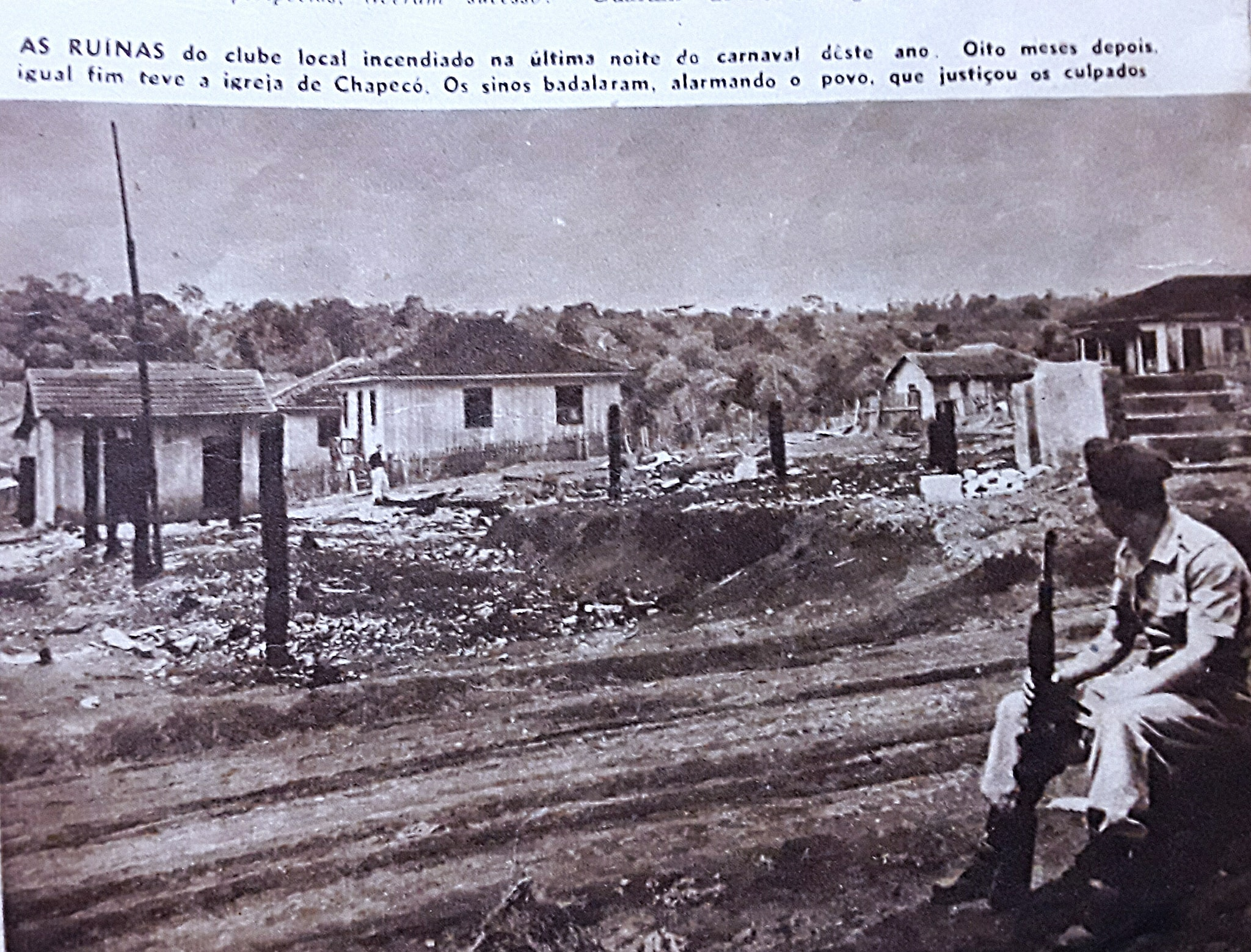
Escombros do Clube Recreativo Chapecoense

Os fatos que levaram ao Linchamento de Chapecó tiveram início entre a terça-feira e a quarta-feira de carnaval de 1950, quando o Clube Recreativo Chapecoense, cujo ecônomo era Orlando de Lima, natural de Iraí, pegou fogo e acabou destruído.
Orlando tinha seguro das bebidas e do mobiliário da copa e foi apontado como suspeito. O delegado de polícia da cidade, Arthur Argeu Lajús, prometendo dar desfecho favorável a Orlando de Lima no inquérito instaurado, exigiu de Orlando Cr$ 15.000,00 de propina. Orlando se consultou com José de Miranda Ramos, seu advogado, e não pagou o suborno. 
Pequenos incêndios ocorriam na cidade na época. Em geral, casas e galpões velhos, de madeira, pegavam fogo enquanto casas vizinhas, cujos moradores acudiam, eram furtadas.
Em 4 de outubro de 1950, quando ainda se contavam os votos das eleições municipais daquele ano, outro incêndio ocorreu. Desta vez, a Igreja católica, também de madeira, foi queimada. O padre Roberto Ebbert rezou uma missa no barracão anexo à igreja, pregando que "quem queimou a nossa igreja tem que morrer queimado". Na madrugada seguinte, de 6 para 7 de outubro, o alvo foi a serraria Domingos Baldissera & Irmãos Ltda. Um pequeno incêndio teve início e os irmãos Baldissera prontamente acudiram, debelando o fogo. Um suspeito havia sido visto durante a tarde anterior nas cercanias. O fato foi comunicado ao delegado.
Arthur Argeu Lajús então passou a interrogar os suspeitos, chegando a Ivo de Oliveira Paim e Romano Ruani. Ambos estavam hospedados no Hotel do Comércio de passagem pela cidade e com eles foram encontrados um revólver, duas facas e uma guaiaca com Cr$ 6.000,00, reconhecidos pelos irmãos Baldissera como de sua propriedade. Orlando de Lima, o ecônomo do Clube Recreativo Chapecoense, tinha voltado de Iraí para Chapecó e também estava hospedado no mesmo hotel, o que fez as suspeitas pairarem sobre a sua pessoa também, ainda mais porque era amigo de longa data de Romano.
Os três, Romano Ruani, Ivo de Oliveira Paim e Orlando de Lima foram presos na pequena cadeia local, nas celas 1 e 5. Como Orlando não confessava o delito, o delegado Lajús mandou capangas levarem os presos, um a um, para uma área rural de sua propriedade, na Serra do Goio-En, um local conhecido como Tope da Polaca, onde foram torturados. As torturas consistiram em amarrar o escroto dos presos com uma corda, que era atada ao pescoço do torturado. Os torturadores então espetavam uma faca nas nádegas para fazerem as vítimas se assustarem e enforcarem os testículos. Golpes de canos de borracha, chutes no abdome e farpas de bambu sob as unhas também foram aplicados. Como Orlando continuava sem confessar, Romano Ruani, cedendo às torturas, e notando ser esta a intenção do delegado, delatou Orlando de Lima e o acusou de participação no incêndio da igreja.
Sabendo da prisão de seu irmão, Armando de Lima veio de Iraí para Chapecó para tentar auxiliá-lo em sua defesa. Foi também preso e mantido incomunicável pelo delegado Arthur Argeu Lajús.
As torturas seguiram nos dias seguintes dentro da cadeia, a ponto de Ivo de Oliveira Paim apresentar fortes sangramentos pela boca e pelo ânus.
Um outro membro da família Lima, tomando notícia dos fatos, veio para Chapecó. Luiz Lima chegou e logo se dirigiu ao fórum para pedir ao juiz proteção aos seus irmãos e à sua pessoa. Um dos pedidos requeria a transferência dos presos para a comarca vizinha de Joaçaba. O juiz demorou a despachar e logo o pedido de transferência vazou pela cidade. Por ordem do delegado, as comunicações telegráficas da família Lima não eram transmitidas. Luiz Lima não conseguiu comunicar-se com seu advogado, em Erechim, e teve de se deslocar para lá.
Enquanto isso, arrependido, Romano Ruani pediu para falar com Orlando de Lima em sua cela. O cabo Arantes Gonçalves de Araújo permitiu. Romano ajoelhou-se e, de mãos postas, pediu perdão a Orlando por tê-lo acusado falsamente do incêndio na igreja. Ao saber do fato, o delegado Lajús negou-se a registrar a retratação em depoimento.

## Preparativos para o ataque à cadeia
Ao tomar ciência do pedido de transferência, o delegado de polícia organizou, com a ajuda de Emílio Loss, dono de um posto de gasolina, um ataque à cadeia. Emílio passou a convidar os membros do catolicismo local para uma reunião, na noite de 17 para 18 de outubro de 1950. O objetivo era linchar os presos antes que fossem transferidos. Para tanto, uma lista foi confeccionada, e os convidados assinavam o documento como sinal de fidelidade à causa.
Com um veículo emprestado para este fim por Aurélio Turatti, dono de um moinho na cidade, Emílio convidou dezenas de homens para o evento. Aos convidados era sugerido que trouxessem os demais parentes homens e os empregados das propriedades rurais. Deviam trazer armas, paus e facões. O ponto de encontro foi o barracão anexo à igreja, a poucos metros da cadeia.
Arthur Argeu Lajús, o delegado de polícia, retirou as armas dos guardas civis e os dispensou do trabalho na cadeia e deixou apenas um cabo da polícia militar guarnecendo a prisão.

## O linchamento

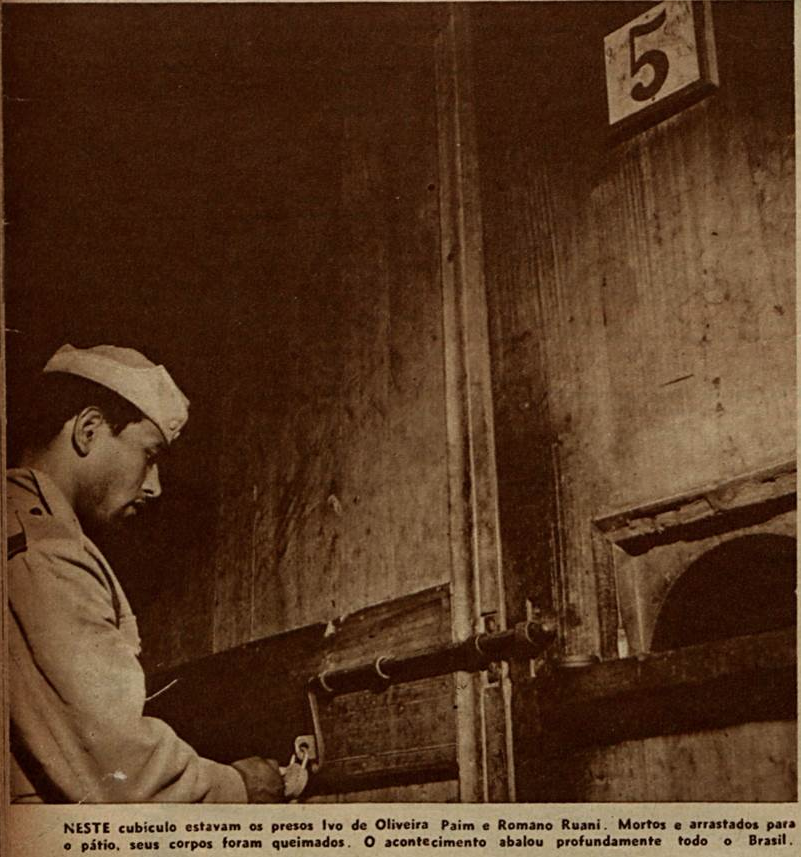
Cela 5 da cadeia pública

Na noite de 17 de outubro de 1950, perto da meia-noite, aproximadamente duzentos homens se reuniram com armas, tochas, lanternas, paus e facões no barracão da igreja de Chapecó. Sob o comando de Emílio Loss, dividiram-se em três grupos. Um era incumbido de tomar a igreja pela frente e o outro pelos fundos. Um terceiro grupo deveria disparar tiros para o alto e impedir a aproximação de outras pessoas ou da polícia.
O cabo Arantes tentou conter os linchadores, pedindo que poupassem pelo menos os inocentes Orlando e Armando. Sob a ameaça de um revólver, no entanto, cedeu passagem e se afastou. Os homens quebraram os cadeados das celas com pedras e atacaram os presos com tiros e golpes de facão. Depois de mortos, foram todos empilhados nos fundos da cadeia. Alberto Baldissera tinha trazido um galão de gasolina em seu caminhão. O combustível foi derramado sobre os presos por Colorindo Rabeskini e Jovino de Mello riscou um fósforo para consumar o delito.

## O processo
Ao ser acordado naquela madrugada para tomar ciência dos fatos, o juiz de direito José Pedro Mendes de Almeida mandou instaurar inquérito policial e realizar exame de corpo de delito nos mortos. Pelo Serviço Telegráfico da Polícia Militar, em radiograma de 18 de outubro de 1950, o promotor de justiça José Daura comunicou os fatos ao procurador-geral do Estado e pediu que o delegado regional de Joaçaba viesse para a cidade para "rigoroso inquérito". Os fatos foram comunicados ao secretário de Segurança Pública Lara Ribas, que despachou, de Joaçaba, o capitão José Carlos Veloso para presidir o inquérito. Ainda quando aguardavam os cadáveres o exame, os jornalistas José Leal e Flávio Damm, da Revista O Cruzeiro, chegaram de avião a Chapecó para registrar a matéria.
À medida que ia interrogando os suspeitos e inquirindo as testemunhas, o capitão Veloso requeria a prisão preventiva dos responsáveis pelo linchamento. Ao todo foram presos preventivamente 71 réus, inclusive do delegado Arthur Argeu Lajús. Sem lugar na pequena cadeia local, os presos ficaram alojados no Moinho Santo Antônio, requisitado pelo capitão Veloso para servir de presídio. O moinho hoje está abandonado e é objeto de processo de tombamento pela Prefeitura Municipal.
O promotor de justiça José Daura elaborou a acusação formal, responsabilizando em sua denúncia 83 homens pelos crimes de quádruplo homicídio, lesões corporais (tortura), arrebatamento de preso, violência arbitrária e vilipêndio a cadáver. Arthur Argeu Lajús, além dos demais crimes, foi acusado de corrupção passiva, por ter pedido propina a Orlando de Lima.
Os julgamentos ocorreram na comarca de Porto União, a 250 km de Chapecó, a pedido da promotoria, para que o julgamento fosse imparcial. Em 6 de novembro de 1952, em sessão que durou 23 horas, Emílio Loss foi condenado a 24 anos de reclusão pela morte dos irmãos Lima e cumpriu 12 anos da pena na prisão, sendo os outros 12 anos em livramento condicional. O júri o absolveu dos demais crimes e da morte de Ivo de Oliveira Paim e de Romano Ruani, por tentativa impossível, acatando o argumento da defesa de que ambos já se encontravam mortos quando do linchamento. 
Os outros réus foram absolvidos em 8 de novembro de 1952, em julgamento que levou 19 horas. 
O delegado Arthur Argeu Lajús só foi julgado em 31 de março de 1953, condenado à pena de 25 anos e 9 meses. Jovino de Mello, Pedro Campagnolo, Alcebíades de Oliveira Porto, Fernando Nardi e Abel Bertoletti foram condenados a dois anos de prisão. Recorrendo da sentença, o delegado Lajús obteve a anulação do processo no STF. Seu segundo julgamento foi marcado para o dia 28 de novembro de 1956, desta vez no já reconstruído Clube Recreativo Chapecoense, cidade onde havia sido prefeito. No corpo de jurados estava Arnaldo Mendes, compadre de Lajús. O delegado foi absolvido por unanimidade.

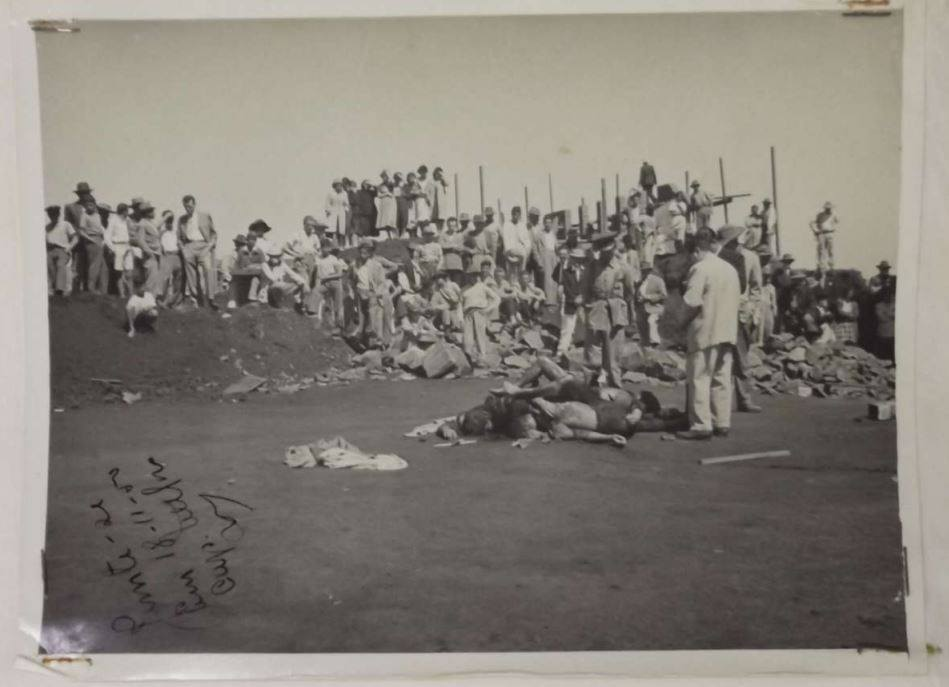
Corpos das vítimas do Linchamento de Chapecó
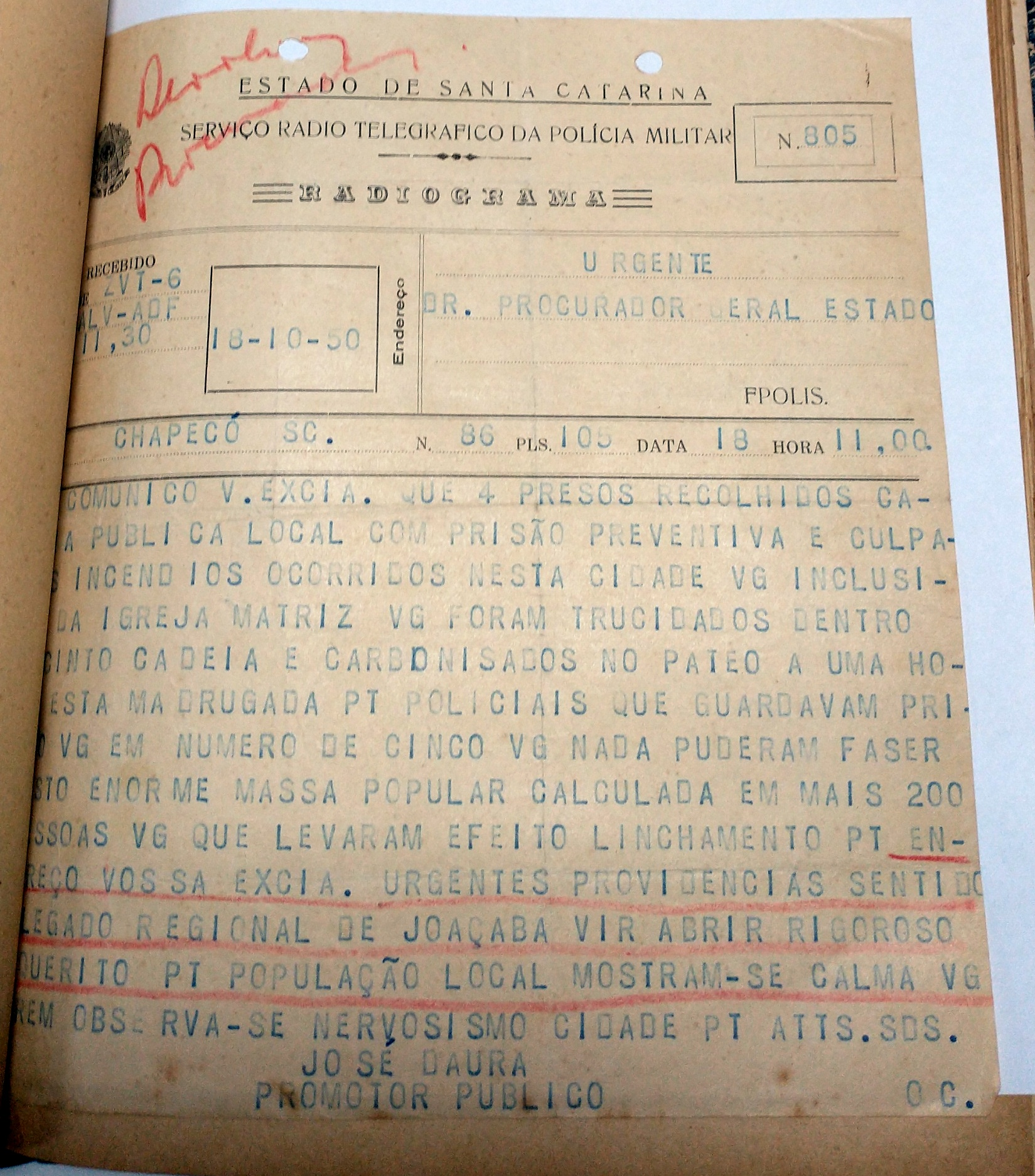
Radiograma de 18 de outubro de 1950
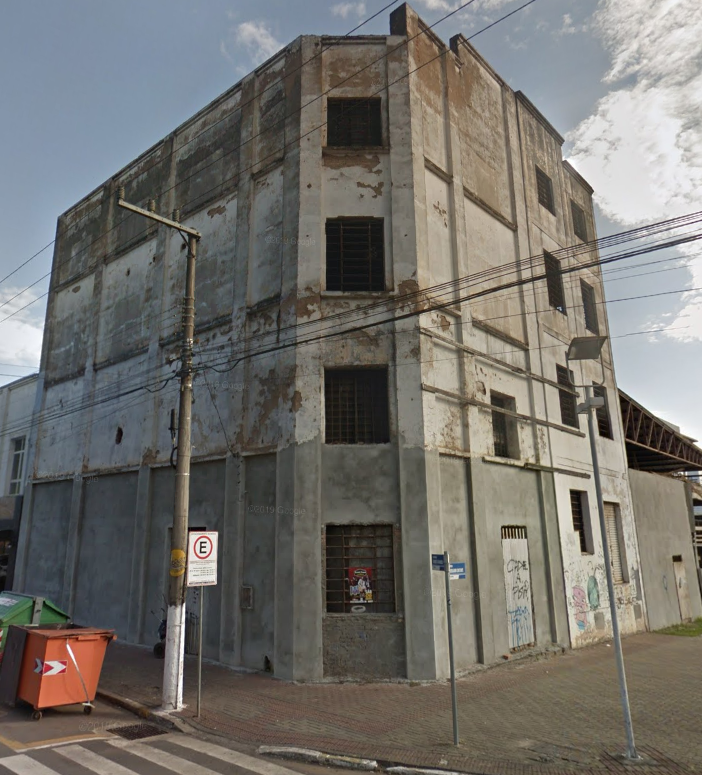
Moinho Santo Antônio. Serviu de prisão para os 71 presos, por quase dois anos.
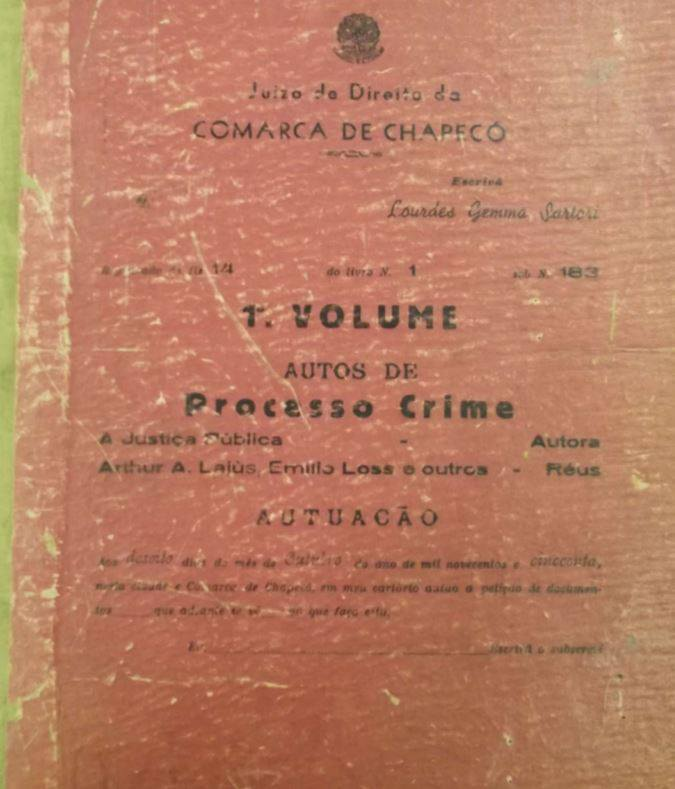
Capa do processo

## Registros

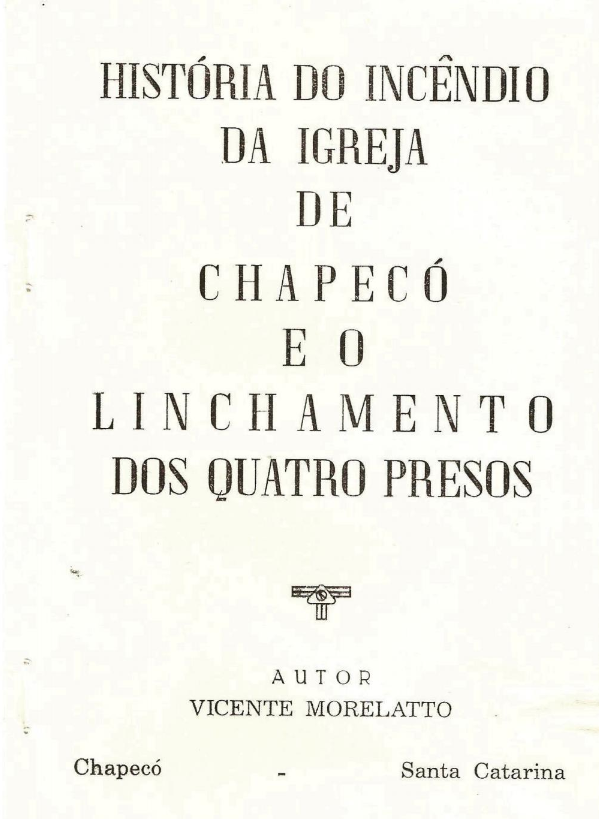
Capa do poema de Vicente Morelatto

Vicente Morelatto, professor da Linha Tigre, publicou em 1954 um poema de cordel chamado "História do incêndio da igreja de Chapecó e o linchamento de quatro presos" e morreu em situação misteriosa depois da publicação.
O Memorial do Ministério Público contém livro com entrevista com o promotor do caso à época.
Em 1979 foi publicada a peça teatral "O Incêndio" de Jorge Andrade, baseada nos acontecimentos do linchamento dos acusados e o incêndio da Igreja. 
A íntegra do processo do Linchamento foi disponibilizada na internet pelo Ministério Público em 2017. O Memorial do Ministério Público publicou livro com a transcrição integral do processo e entrevista com o promotor do caso.
O livro "O linchamento que muitos querem esquecer", de Mônica Hass, de 2013, realizou ampla pesquisa histórica sobre o fato. 
Em 2018, Jean Vilbert lançou "A dança dos incêndios", romance histórico que se passa no período e retrata com fidelidade os acontecimentos. 
O curta-metragem "O Poeta do Cordel", de 2021, da Margot Filmes retratou a vida de Vicente Morelatto.